# Hanley
Hanley is een plaats in het bestuurlijke gebied Stoke-on-Trent, in het Engelse graafschap Staffordshire. 

## Geboren
- Edward John Smith (1850-1912), kapitein van het schip Titanic
- Arnold Bennett (1867-1931), roman- en toneelschrijver

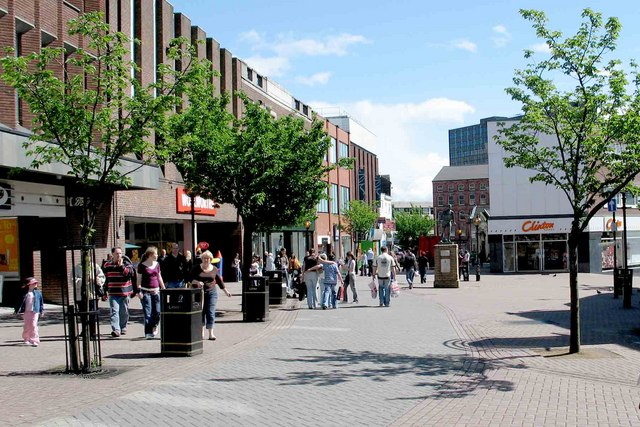
centrum